# Давиденко, Григорий Митрофанович
Григорий Митрофанович Давиденко (11 (24) февраля 1916 года — 25 апреля 1993) — советский военнослужащий. Участник Великой Отечественной войны. Герой Советского Союза (1944). Мичман Балтийского флота.

## Биография
Григорий Митрофанович Давиденко родился 11 (24) февраля 1916 года в селе Петровка Павловского уезда Воронежской губернии Российской империи (ныне село Павловского района Воронежской области Российской Федерации) в крестьянской семье. После окончания начальной школы Г. М. Давиденко работал в личном крестьянском хозяйстве, затем в колхозе.
В ряды Рабоче-крестьянского Красного Флота Г. М. Давиденко был призван в 1937 году. Прошёл подготовку в Учебном отряде подводного плавания им. С. М. Кирова. Службу старшина 2-й статьи Г. М. Давиденко начал в должности рулевого на сторожевом катере в Кронштадте в составе Пограничных войск НКВД СССР. С 1940 года служил в морском пограничном отряде на полуострове Ханко.
В боях с немецко-фашистскими захватчиками Г. М. Давиденко с 22 июня 1941 года в должности командира сторожевого пограничного катера «ЗК». Участвовал в боях за острова Эзель и Даго и порт Палдиски. В период эвакуации советских войск из Эстонии вывез на своём катере более 300 советских солдат и офицеров. Во время обороны Ханко экипаж катера под командованием Г. М. Давиденко выполнял самые ответственные задания командования. В период с июля по декабрь 1941 года Григорий Митрофанович принимал участие в 11 десантных операциях и 7 раз высаживал разведгруппы на финских островах. При этом Г. М. Давиденко со своим экипажем принимал непосредственное участие в боестолкновениях с врагом. Так, в июле 1941 года совместно с солдатами из гарнизона Ханко моряки Давиденко разбили финский десант на острове Стуркольм. При этом Давиденко захватил исправным вражеский бот, который отбуксировал в Ханко. В сентябре 1941 года он со своим экипажем разгромил финские гарнизоны на островах Моргланд и Хорстен. Когда не было возможности выходить в море, Григорий Митрофанович воевал снайпером в морской пехоте. За время боёв на острове Хесте он уничтожил 17 солдат противника. После получения приказа об эвакуации из Красного Гангута старшина 1-й статьи Г. М. Давиденко на своём катере вывез с близлежащих островов советские гарнизоны общим числом 372 человека. При этом катер получил многочисленные повреждения от огня финской береговой артиллерии, и его пришлось взорвать. Ханко Григорий Митрофанович покидал одним из последних, обеспечив эвакуацию группы подрывников, производивших минирование и уничтожение военных объектов базы. Разъездной катер ОВР-9, на котором шёл Г. М. Давиденко, вследствие неполадок и нехватки топлива у острова Гогланд подорвался на минных полях. Экипаж подобрал следовавший рядом советский катер. При этом Григорий Митрофанович дважды прыгал в ледяную воду и вытащил двух раненых бойцов.
По возвращении в Кронштадт Г М. Давиденко продолжил службу командиром отделения рулевых-сигнальщиков на минном тральщике «ТЩ-39». В летней кампании 1942 года он участвовал в 22 боевых операциях по тралению мин, проводке и конвоированию кораблей Балтийского флота. В ночь со 2 на 3 августа 1942 года во время буксировки баржи с аэросанями в условиях сильного тумана в районе Кронштадта тральщик подорвался на морской мине. До последней минуты Григорий Митрофанович сбрасывал с корабля находившимся в воде морякам спасательные средства. Заметив, что тонущий тральщик может увлечь за собой баржу с ценным грузом, Давиденко с риском для жизни успел перерубить буксировочный трос, после чего прыгнул в воду и спас тонущего сигнальщика.
В декабре 1942 года старшину 1-й статьи Г. М. Давиденко назначили командиром катерного тральщика «КТ-97» 7-го дивизиона катерных тральщиков 1-й бригады траления Балтийского Флота. В летней кампании 1943 года катер Давиденко участвовал в 81-й боевой операции. За лето он прошёл 6200 миль, сбросил 298 глубинных бомб, уничтожил 7 магнитно-акустических мин противника. Всего к лету 1944 года экипаж Давиденко принял участие в 121-й боевой операции по противоминному наблюдению, тралению, бомбометанию и конвоированию морских транспортов, уничтожению магнитно-акустических и якорных мин. Экипаж «КТ-97» также участвовал в 18 десантных операциях. Старшиной 1 статьи Г. М. Давиденко была разработана оригинальная методика уничтожения мин-ловушек, которая впоследствии с успехом применялась всеми подразделениями бригады траления. 26 мая 1944 года группа катеров дивизиона в узком фарватере была атакована 37-ю вражескими бомбардировщиками. Враг сбросил на катера 74 авиабомбы и вёл интенсивный огонь из пушек и пулемётов. В тяжелейших условиях боя за счёт умелого маневрирования Г. М. Давиденко сумел вывести свой катер из-под удара без единого повреждения. Указом Президиума Верховного Совета СССР от 22 июля 1944 года старшине 1 статьи Давиденко Григорию Митрофановичу было присвоено звание Героя Советского Союза. Вскоре ему было присвоено и очередное воинское звание главного старшины.

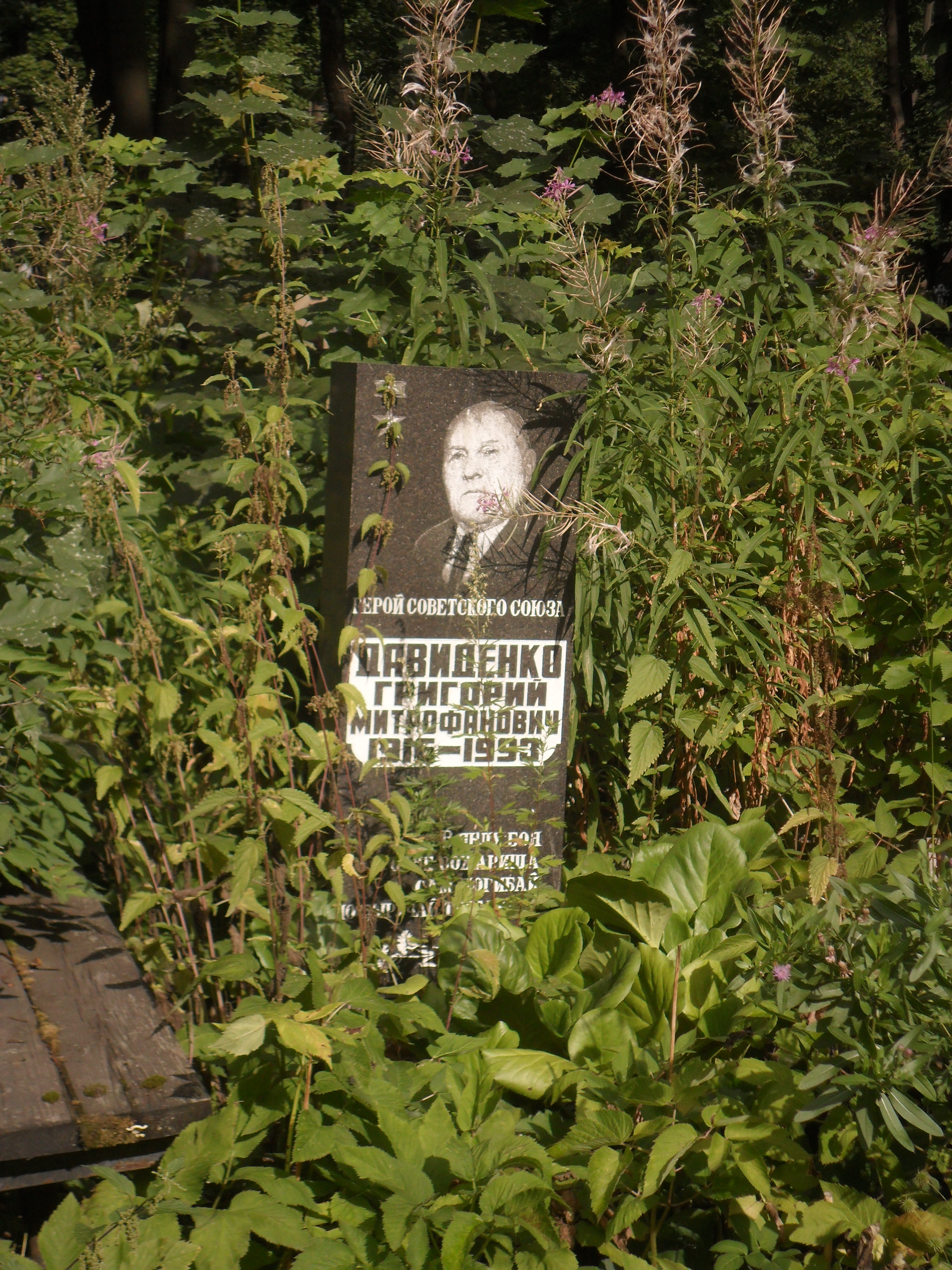
Могила Давиденко на Волковском православном кладбище Санкт-Петербурга.

В летней кампании 1944 года экипаж катерного тральщика под командованием Г. М. Давиденко участвовал в 107 боевых операциях, среди которых траление в Лужской губе и Нарвском заливе, глубинное бомбометание в Таллинском заливе, уничтожение мин-ловушек. В августе 1944 года по плану, предложенному и осуществленному Г. М. Давиденко, была дезориентирована вражеская флотилия из четырёх немецких миноносцев, три из которых подорвались на собственных минных полях и затонули, а четвёртый получил сильные повреждения. В результате проведённой операции было захвачено в плен 107 военных моряков Кригсмарине, в том числе командовавший флотилией немецкий корветтен-капитан. Всего за лето 1944 года «КТ-97» главного старшины Давиденко прошёл 9960 миль, уничтожил 22 якорные мины, 27 минных защитников и 3 плавающие мины. Осенью 1944 года катерные тральщики Балтийского флота получили новую нумерацию. Судно, на котором служил Г. М. Давиденко, получило обозначение «КТ-363». С началом кампании 1945 года 1-я бригада траления сосредоточилась на разминировании акватории Балтийского моря. После снятия минных полей в Нарвском заливе 1-я бригада траления вошла в состав Таллинского оборонительного района и до конца войны занималась разминированием Таллинской бухты. Григорий Митрофанович принял участие в 43 боевых операциях, в ходе которых экипаж его катера уничтожил 12 вражеских мин и 3 минных защитника. Здесь в Таллинской бухте Г. М. Давиденко и завершил свой боевой путь.
После войны Григорий Митрофанович остался на сверхсрочную службу и до 1948 года участвовал в операциях по разминированию акватории Балтики. В 1948 году он уволился в запас в звании мичмана. Жил в Ленинграде (с 1991 года — Санкт-Петербург). Работал бригадиром такелажников автобазы № 1. 25 апреля 1993 года Григорий Митрофанович скончался. Похоронен в Санкт-Петербурге на Волковском кладбище.

## Награды
- Медаль «Золотая Звезда» (22.07.1944);
- орден Ленина (22.07.1944);
- два ордена Отечественной войны 1-й степени (05.07.1944; 11.03.1985);
- медали, в том числе:
  - медаль Ушакова (20.02.1945);
  - медаль «За боевые заслуги» (06.11.1947)[2];
  - медаль Нахимова (20.07.1945);
  - медаль «За оборону Ленинграда».

## Память
- Бюст Героя Советского Союза Г. М. Давиденко установлен на мемориальном комплексе в парке города Павловск Воронежской области.
- Мемориальная доска в честь Героя Советского Союза Г. М. Давиденко установлена на здании МОУ Петровская средняя общеобразовательная школа села Петровка Воронежской области.
- Мемориальная доска в честь Героя Советского Союза Г. М. Давиденко установлена на Якорной площади Кронштадта.
- Именем Героя Советского Союза Г. М. Давиденко названа улица в селе Петровка Воронежской области.